# 4141 Nintanlena
4141 Nintanlena је астероид главног астероидног појаса са пречником од приближно 14,93 .
Афел астероида је на удаљености од 2,597 астрономских јединица (АЈ) од Сунца, а перихел на 2,537 АЈ.
Ексцентрицитет орбите износи 0,011, инклинација (нагиб) орбите у односу на раван еклиптике 8,965 степени, а орбитални период износи 1502,673 дана (4,114 године).
Апсолутна магнитуда астероида је 12,60 а геометријски албедо 0,072.
Астероид је откривен 8. августа 1978. године.